# Подобзир
Подобзир је насељено мјесто у општини Шипово, Република Српска, БиХ. Према попису становништва из 1991. у насељу је живјело 94 становника.

## Становништво
Према попису становништва из 1991. године, мјесто је имало 94 становника.
| Националност | 1991.       | 1981. | 1971. |
| Срби         | 93 (98,93%) |       |       |
| Хрвати       | 1 (1,06%)   |       |       |
| Укупно       | 94          | '     | '     |